# Ann Savo

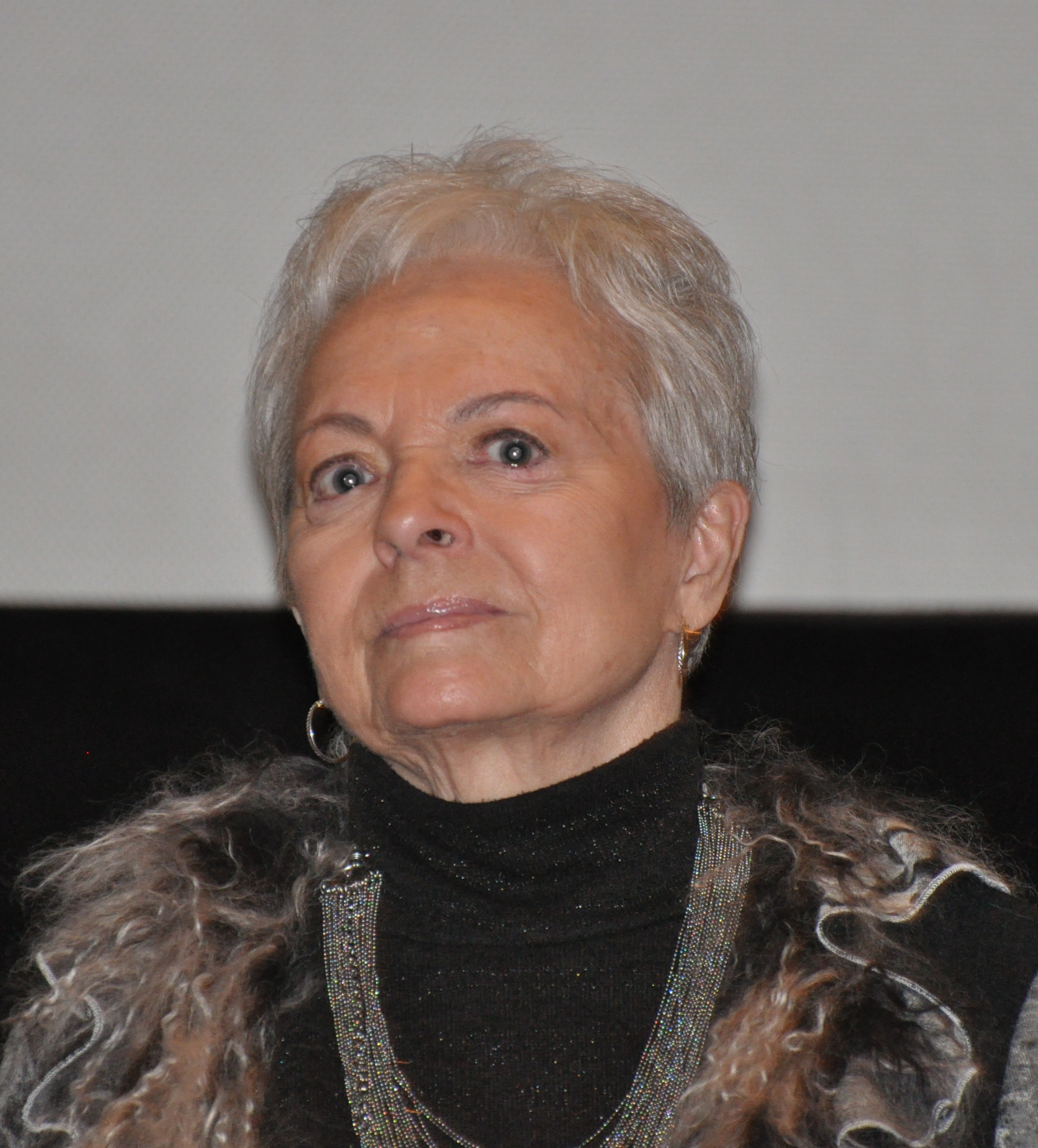
Ann Savo, 2011

Ann Savo (* 6. August 1932 in Pyhäjoki; † 15. März 2022 in Helsinki; gebürtig Anneli Helena Savolainen, geheiratet Pakkasvirta) war eine finnische Schauspielerin, als Anneli Sauli in Finnland bekannt. Sie trat auch häufiger in deutschsprachigen Filmproduktionen auf.

## Leben
Savo, Tochter von Tapio und Salli Savolainen, erhielt eine Ballett- und Schauspielausbildung und kam siebzehnjährig zu ihrer ersten Rolle am Theater von Kemi. Im Alter von 20 Jahren wurde sie von Regisseur Armand Lohikoski für den Film entdeckt, wo sie unter dem Namen Anneli Sauli bald bekannt wurde. Von 1956 bis 1962 war sie mit dem Schauspieler und Regisseur Åke Lindman verheiratet.
Als ukrainische Soldatenwitwe Ljuba in dem Kriegsfilm Unruhige Nacht agierte sie 1958 erstmals in einem deutschen Film, wobei sie den Künstlernamen Ann Savo erhielt. Die schwarzhaarige Schönheit wirkte bis 1964 stets als Femme fatale in mehreren deutschen Filmen mit. Von 1960 bis 1964 lebte sie auch in Deutschland und war drei Jahre mit Alexander von Richthofen und ein Jahr mit Toni Sailer liiert.
1965 kehrte sie nach Finnland zurück, wo sie im selben Jahr Jaakko Pakkasvirta heiratete und Mutter ihrer Tochter Johanna Lahtela wurde. Die Ehe mit Pakkasvirta wurde 1968 wieder geschieden. In Finnland spielte sie vorwiegend Theater, besonders am Stadttheater von Joensuu.

## Filmografie

### Kinofilme
- 1953: Me tulemme taas
- 1953: Liebe einer Sommernacht
- 1954: Minä soitan sinulle illalla
- 1954: Pekka ja Pätkä lumimiehen jäljillä
- 1954: Kaksi vanhaa tukkijätkää
- 1955: Kukonlaulusta kukonlauluun
- 1955: Kaunis Kaarina
- 1956: Jokin ihmisessä
- 1957: Risti ja liekki
- 1957: Der Heilige und die Sünderin
- 1957: Ingen morgondag
- 1957: Mirjam
- 1958: Kahden ladun poikki
- 1958: Autuas eversti
- 1958: Unruhige Nacht
- 1959: Ei ruumiita makuuhuoneeseen
- 1959: Zurück aus dem Weltall
- 1959: Salem Aleikum
- 1960: Frau Warrens Gewerbe
- 1960: Das Mädchen aus den nördlichen Wäldern
- 1960: Weit ist der Weg
- 1961: Die toten Augen von London
- 1962: Das Mädchen und der Staatsanwalt
- 1962: Frauenarzt Dr. Sibelius
- 1962: Das Testament des Dr. Mabuse
- 1964: Der Hexer
- 1964: Nachts in nordischen Häfen
- 1964: X-paroni
- 1964: Das 7. Opfer
- 1965: Ein Ferienbett mit 100 PS
- 1965: Glücksspiel
- 1966: Tannenzapfen unter dem Rücken
- 1968: Äl’yli päästä perhanaa
- 1970: Baltutlämningen
- 1988: Der Verrat
- 1999: Armon aika
- 2000: Fahrradfahren ist notwendig
- 2002: Kunniavelka
- 2002: Der Mann ohne Vergangenheit
- 2007: Ganes
- 2008: Kleine Hände – Große Pfoten (Myrsky)
- 2009: Kohtaamisia
- 2011: Elma ja Liisa

### Fernsehen
- 1964: Das Kaffeehaus
- 1965: Ruusuinen hetki
- 1965: Agentti 000 ja hra K. Sormi
- 1965: Naurukierukka
- 1966: Pahakabinetti
- 1967: Pekka ja intiaani
- 1967: Sköna Helena
- 1988: Annan ja Vasilin rakkaus: Rakkautta ja retki luonnossa
- 1990: Janne Kuutio
- 1990: Rivitaloelämää: Yhtä suurta perhettä
- 1993: Tuntemattomalle jumalalle
- 1999–2000: Hovimäki
- 2004–2006: Käenpesä
- 2012: Kiiltokuvia
- 2013: Taivaan tulet

### Musikvideos
- 1999: M. A. Numminen, Fahrradfahren ist Notwendig